# Grandfathered
Grandfathered est une série télévisée américaine en 22 épisodes de 22 minutes, créée par Danny Chun et diffusée entre le 29 septembre 2015 et le 10 mai 2016 sur le réseau Fox et en simultané sur Citytv au Canada.
En France, la série a été diffusée du 30 avril 2016 au 28 mai 2016 sur Comédie+. Néanmoins, elle reste inédite dans les autres pays francophones.

## Synopsis
Jimmy, un homme à femme découvre qu'il a un enfant de 25 ans, Gerald. Mais en plus que son fils a une petite fille ce qui fait de lui un grand-père. Gerald est avec Vanessa. Et la mère de Gerald est une ancienne relation, Sara.
Comment vivra-t-il sa nouvelle vie de père et de grand-père.

## Distribution

### Acteurs principaux
- John Stamos (VF : Olivier Destrez) : Jimmy Martino
- Paget Brewster (VF : Marie Zidi) : Sara Kingsley
- Josh Peck (VF : Franck Lorrain) : Gerald E. Kingsley
- Christina Milian (VF : Fily Keita) : Vanessa
- Kelly Jenrette (VF : Géraldine Asselin) : Annelise Wilkinson
- Ravi Patel (VF : Yann Pichon) : Ravi Gupta

### Acteurs récurrents
- Emelia et Layla Golfieri : Edie
- Abby Walker (VF : Laurence Sacquet) : Cindy
- AJ Rivera : Victor
- Bob Saget : Ronnie (épisodes 1 et 11)
- Lil' Wayne : lui-même (épisode 1)
- Richie Sambora : lui-même (épisode 4)
- Patrick Fischler : Fredrick (épisode 4)
- Criss Angel : lui-même (épisode 4)
- Joanna García (VF : Nathalie Homs) : Sloan (épisode 5)
- Dave Coulier : Un patient (épisode 6)
- Lyndsy Fonseca : Frankie (épisode 7)
- Andy Daly (VF : Gilbert Lévy) : Bruce (épisodes 8 et 9)
- Dr Phil McGraw : Dr Bateman (épisode 10)
- Drake Bell (VF : Benjamin Gasquet) : Kirk Kelly (épisode 15)
- Michael Trucco (VF : Ludovic Baugin) : Craig (épisodes 17, 18, 21 et 22)
- Regina Hall (VF : Ninou Fratellini) : Catherine Sanders (épisodes 18 à 22)
- Mike Nojun Park (VF : Julien Baptist) :  Isaac (épisode 15)
- Katherine Tokarz (VF : Sophie Arthuys) : Brenda (épisode 15)
Version française
  - Société de doublage : Dubbing Brothers
  - Direction artistique : Laurence Sacquet

 Source et légende : version française (VF) sur RS Doublage DSD

## Production

### Développement
En septembre 2014, FOX acquiert le projet de série, de Danny Chun avec John Stamos en tête d'affiche, en s’engageant à produire un pilote. Ensuite le 23 janvier 2015, FOX passe la commande du pilote,.
Le 7 mai 2015, le réseau FOX annonce officiellement la commande du projet de série,.
Le 11 mai 2015, lors des Upfronts, FOX annonce la diffusion de la série à l'automne 2015,.
Le 28 octobre 2015, Fox annonce la commande de neuf épisodes supplémentaires, ce qui la porte à 22 épisodes au total.
Le 12 mai 2016, Fox annonce l'annulation de la série après une unique saison.

### Casting
Les rôles ont été attribués dans cet ordre : John Stamos, Josh Peck, Christina Milian, Paget Brewster, Kelly Jenrette et Ravi Patel.
Parmi les invités : le magicien Criss Angel, Richie Sambora, Patrick Fischler, Joanna García, Dave Coulier, Andy Daly, Bob Saget, Lyndsy Fonseca, Dr Phil McGraw, Drake Bell, Michael Trucco et Regina Hall.

## Épisodes
1. Grand-père célibataire (Pilot)
2. Edie à la plage (Dad Face)
3. Soirée entre hommes (Guys' Night)
4. Père indigne (Deadbeat)
5. Edie et ses deux papas (Edie's Two Dads)
6. Tout pour plaire (My Amal)
7. Papa ange gardien (Sexy Guardian Angel)
8. Gerald a deux papas (Gerald's Two Dads)
9. Jimmy & fils (Jimmy & Son)
10. En pleine forme (Perfect Physical Specimen)
11. Le Roi de la nuit (The Sat Pack)
12. Bébé mannequin (Baby Model)
13. Guacamole à volonté (Tableside Guacamole)
14. Hammam-amia (Budget Spa)
15. La Morsure (The Biter)
16. La Bagarre (Gerald Fierce)
17. Le Chevalier servant (The Boyfriend Experience)
18. Catherine Sanders' (Catherine Sanders)
19. Engagements (Some Guy I'm Seeing)
20. 50 ans pour la deuxième fois (Jimmy's 50th, Again)
21. Commémoration (The Memorial)
22. Le beau au bois dormant (The Cure)